# Ella Rutherford
Ella Melanie Rutherford (28 aprile 2000) è una calciatrice inglese attaccante dell'Ipswich Town.

## Carriera

### Club

#### Millwall
Rutherford ha trascorso la sua carriera giovanile al Millwall. Rutherford ha fatto il suo debutto nel professionismo a 16 anni giocando per le  Millwall Lionesses durante la seconda serie del 2017. Ha concluso la stagione come capocannoniere congiunta delle Lionesses con tre gol in sei presenze ed è stata nominata Giovane Giocatrice dell'Anno del club. Durante la stagione successiva è stata nominata FA WSL 2 Breakout Star.

#### Bristol City e prestiti
Nel luglio 2018, Rutherford lasciò il Millwall e firmò con il Bristol City . Nella stagione 2019-20, Rutherford è andata in prestito al Crystal Palace in prima divisione. Il 6 gennaio 2020, si è unita al Leicester City in prestito fino alla fine della stagione.

#### Charlton Athletic
Nel 2020 firma con il Charlton Athletic in seconda divisione, nel 2020-21 arriva all'ottavo posto, nel 2021-22 arriva al quinto posto, nel 2022-23 arriva al quarto posto e nel 2023-24 sfiora la promozione arrivando seconda con un punto in meno rispetto al Crystal Palace.

#### Ipswich Town
Il 17 luglio 2024 firma con l'Ipswich Town in terza divisione.

### Nazionale
Rutherford ha rappresentato l'Inghilterra a livello Under-15, Under-16, Under-17 e Under-19 .

## Vita privata
Rutherford ha una relazione con la presentatrice e influencer GK Barry .